# Reduktionism
Reduktionism är föreställningen att komplexa begrepp kan beskrivas med hjälp av enklare begrepp. Till exempel skulle aritmetik kunna reduceras till logik (logicism) och mentala processer kunna beskrivas som fysikaliska processer.

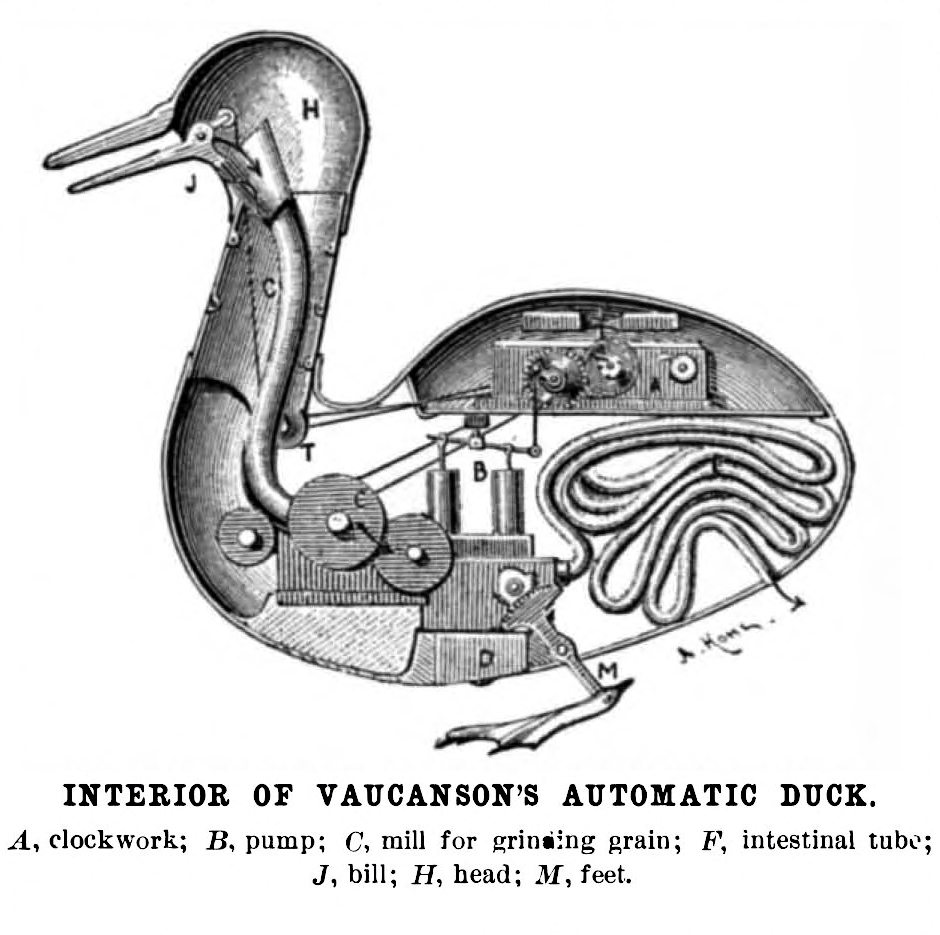
I De homine beskrevs det (1662), att djur kunde förklaras reduktionistiskt som automatiska maskiner; alltså mer mekaniskt komplexa varianter av denna anka med matsmältning.

Uppfattningen om var gränsen skall dras för ett reduktionistiskt synsätt är flytande: om en person orsakat en trafikolycka kan en person som vill förklara olyckan beskriva det som ett problem med regelverket, medan en annan person beskriver det inträffade i termer av psykologi. En tredje person anser att psykologi är ett för trubbigt begrepp och att det handlar om reaktionsmönster i hjärnceller. En fjärde person kanske hävdar att kemiska processer ligger bakom medan en femte menar att allt det sagda är irrelevant eftersom det enda som egentligen skett är en fysisk process där atomer eller ren energi flyttats runt enligt kvantmekanikens inte helt förutsägbara lagar.
De olika personernas ståndpunkter representerar olika grader av reduktionism.